# Koźniewo Wielkie
Koźniewo Wielkie is een dorp in de Poolse woiwodschap Mazovië. De plaats maakt deel uit van de gemeente Sońsk en telt 308 inwoners.